# Philicranae
Philicranae is een geslacht van rechtvleugeligen uit de familie veldsprinkhanen (Acrididae). De wetenschappelijke naam van dit geslacht is voor het eerst geldig gepubliceerd in 1955 door Willemse.

## Soorten
Het geslacht Philicranae  is monotypisch en omvat slechts de volgende soort:
- Philicranae flavosignata (Willemse, 1955)